# Desmeocraera moza
Desmeocraera moza är en fjärilsart som beskrevs av Sergius G. Kiriakoff 1962. Desmeocraera moza ingår i släktet Desmeocraera och familjen tandspinnare. Inga underarter finns listade i Catalogue of Life.